# روبر دوانو
روبر دوانو (Robert Doisneau) عکاس فرانسوی بود که در دهه ۱۹۳۰ با استفاده از دوربین عکاسی لایکا در خیابان‌های پاریس عکاسی می‌کرد. او یکی از معروفترین و تأثیر گزارترین عکاسان قرن بیستم و به همراه آنری کارتیه-برسون از پیشگامان فوتوژورنالیسم به‌شمار می‌آید.
روبر دوانو غالباً به خاطر عکاسی خیابانی اش شناخته شده و معروف‌ترین نمونهٔ کارش «بوسه در جلوی کاخ شهرداری» (۱۹۵۰) می‌باشد.

## زندگی
روبر دوانو در ۱۴ آوریل سال ۱۹۱۲ میلادی در جنتیلی واقع در وال-دو-مارن نزدیک پاریس به دنیا آمد. وی حکاکی و لیتوگرافی خواند و در سال ۱۹۳۰ میلادی رفت تا در بخش حروف گذاری و عکس‌های تبلیغاتی کار کند. او با کار کردن برای آندره وینوآ{عکاس، فیلمساز، نقاش و مجسمه‌ساز فرانسوی} در سال ۱۹۳۱ میلادی، به عنوان دستیار، {فعالیتش را} آغاز نمود و سپس به کارخانهٔ رنو در بیانکور به سال ۱۹۳۴ ملحق شد. {در آن جا} به عنوان عکاس صنعتی و تبلیغاتی کار می‌کرد.
دوانو در سال ۱۹۳۹ به خاطر تاخیرهای مداومش اخراج و به آژانس عکس رافو ملحق گشت. بخشی از اولین عکس‌های خیابانی حرفه‌ای اش را {در همین دوره} گرفت. با این حال، با وقوع جنگ جهانی دوم برای مدت یک سال (قبل از این که تا سال ۱۹۴۵ برای نهضت مقاومت کار کند) به خدمت در ارتش فرانسه فراخوانده شد. دوانو از طراحی، استعداد حروف گذاری و مهارت‌های حکاکی اش برای جعل گذرنامه و اوراق شناسایی هویت برای اعضای نهضت مقاومت بهره می‌برد.
در پایان جنگ به آژانس چاپ عکس اِلایِنس ملحق شد ولی یک سال بعد دوباره به رافو برگشت. دوستش، آنری کارتیه-برسون، دعوت نامه‌ای برایش فرستاد تا به مگنوم فوتوز بپیوندد؛ اما دوانو نپذیرفت. در سال ۱۹۴۹ به هنوان عکاس مد به وُگ پیوست؛ جایی که پیش از شروع فعالیت به عنوان عکاس مستقل، سه سال در آن باقی‌ماند. در سال ۱۹۸۴ مقام «شوالیه» ی لژیون دو نوآر را دریافت کرد. سایر جوایزی که دریافت نمود؛ عبارتند از: جایزهٔ بالزاک در ۱۹۸۶ – جایزهٔ بزرگ ملی عکاسی در ۱۹۸۳ – جایزهٔ نیِپس در ۱۹۵۶ – جایزهٔ کُداک در ۱۹۴۷.
در ۱۹۹۱ انجمن سلطنتی عکاسی به دوانو کمک هزینه‌ای افتخاری اعطا کرد.
خانهٔ عکاسی روبر دوانو در جنتیلی (محل تولدش) یک گالری عکاسی است؛ که بنام او مزین شده‌است.
هم چنین مدارس و دبیرستان‌هایی نیز بنام او هستند.
روبر دوانو در اول آوریل سال ۱۹۹۴ میلادی از دنیا رفت.

## سبک
او هزاران قطعه عکس گرفت؛ و از طریق آنها کوشید تا نبض حیات پاریس را به چنگ آورد. همانند عکاس هم دوره اش، براسایی، دوانو هیچ کاری را بیشتر از این نمی‌پسندید که در خیابان‌ها قدم بزند، بدون این که هیچ‌گاه بداند قرار است با چه منظره‌هایی مواجه بشود.
کار دوانو بر بسیاری از عکاسان و کارگردانان فیلم فوق‌العاده تأثیرگذار بوده‌است. استعداد وی در مهارتش برای ضبط کردن لحظه‌ای تلخی، بیهودگی یا صرفاً بیگانگی آشکار قرار دارد. خواه سوژه دریانوردی باشد که به عکس‌های دیواری اش از دختران زیبا خیره شده؛ «عکس‌های دیواری» (۱۹۵۲)، سگ بر روی چرخ‌ها (۱۹۷۷) یا پرتره‌ای از پابلو پیکاسو با قرص‌های نان به جای دست هایش؛ «پیکاسو و قرص‌های نان» (۱۹۵۲). کار دوانو حس متمایزی از شوخ‌طبعی و هم چنین حس همدلی عمیقی برای سوژه‌هایش را دربردارد.